# Киммел, Хазбенд
Хазбенд Эдвард Киммел (англ. Husband Edward Kimmel; 26 февраля 1882 — 14 мая 1968) — американский адмирал (24 июля 1941). В момент нападения японской авиации на Перл-Харбор — главнокомандующий Тихоокеанским флотом США. После нападения на Перл-Харбор снят 17 декабря 1941 с поста и понижен до своего постоянного звания контр-адмирала. Некоторые историки возлагают на него вину за то, что японская атака якобы (согласно официальной версии) оказалась для американского флота неожиданной.

## Ранние годы
Хазбенд Киммел родился 26 февраля 1882 года в Хендерсоне, шт. Кентукки в семье Мариуса Маннинга (англ. Manning Marius) и Сибби Ламберт-Кимел (англ. Sibbie (Lambert) Kimmel). Его отец, выпускник академии Вест-Пойнт во время Гражданской войны служил в армии конфедератов, затем работал как гражданский инженер и предприниматель.
Киммел в 1899 году поступил в Центральный университет Кентукки, а в 1900 получил назначение в Военно-Морскую академию США. Окончив академию в 1904 году, он служил на флоте, затем учился в артиллерийской адъюнктуре в Военно-морском колледже. В 1906 году ему было присвоено звание энсайна.

## Служба в предвоенные годы
В 1906—1916 годах Киммел служил на ряде должностей, где завоевал репутацию эксперта в области артиллерии и артиллерийского дела. После обучения артиллерийскому делу в Бюро артиллерии в Вашингтоне он служил на линкорах «Джорджия», «Висконсин» и «Луизиана», дважды был помощником директора по артиллерийским стрельбам при министерстве ВМФ, командиром артиллерии на броненосном крейсере «Калифорния» и командиром артиллерии Тихоокеанского флота. Он участвовал также в интервенции в Веракрусе (Мексика) в 1914 году и в 1915 году короткое время служил помощником министра ВМФ Франклина Рузвельта.
После вступления США в Первую мировую войну в 1917 году Киммел отбыл в Великобританию в качестве консультанта по новой технике артиллерийской наводки, а затем стал начальником артиллерии в штабе эскадры американских линкоров, приписанного к Гранд-флиту.
После войны Киммел последовательно занимал высокие должности и в 1937 году дослужился до контр-адмирала, был отмечен за профессионализм и энергичность. Служил на Военно-морской артиллерийской фабрике в Вашингтоне, командовал эскадрой эсминцев, был слушателем Военно-морского колледжа, офицером связи между Министерством ВМФ и Государственным департаментом, директором передвижения кораблей в офисе Начальника морских операций, командиром линкора «Нью-Йорк», начальником штаба командования линейных сил флота, начальником бюджетного управления ВМФ.
С 1939 по 1941 год Киммел командовал дивизионом крейсеров, а затем крейсерами линейных сил Тихоокеанского флота. Проявив себя на последней должности как выдающийся командир, Киммел решением министра ВМФ Фрэнка Нокса получил 1 февраля 1941 временное звание адмирала и занял пост командующего Тихоокеанским флотом и командующего флотом США. 24 июля 1941 получил постоянное звание адмирала (минуя чин вице-адмирала).
В течение следующих нескольких месяцев Киммел провёл интенсивную подготовку Тихоокеанского флота, базировавшегося в Перл-Харборе, к возможной войне с Японией, а также подготовил планы наступательных операций на Маршалловых островах в первые дни войны.

## Вторая мировая война
7 декабря 1941 г. японские палубные самолёты, застав врасплох американский флот в бухте Перл-Харбор, вывели из строя все линкоры Тихоокеанского флота. Несмотря на тяжёлый удар, Киммел планировал использовать в боевых операциях три авианосца, которые уцелели во время атаки, так как находились за пределами базы.
Однако прежде чем Киммел успел предпринять какие-либо действия, 17 декабря он был снят с поста командующего Тихоокеанским флотом. В начале 1942 г. специальная комиссия по расследованию событий в Пёрл-Харборе, возглавляемая членом Верховного суда США Оуэном Робертсом (Owen J. Roberts), решила, что Киммел виновен в халатности. Решение комиссии заставило Киммела подать в отставку 1 марта 1942 г. в постоянном звании контр-адмирала. После этого Киммел до 1947 г. работал в технической консультативной фирме в Нью-Йорке.
В течение 1942—1946 гг. он несколько раз находился под следствием по поводу событий в Пёрл-Харборе. Военно-морской суд в 1944 г. постановил, что Киммел не виновен ни в каких преступлениях и не несёт ответственности за поражение. Однако начальник военно-морских операций адмирал Эрнест Кинг (Ernest J. King) внёс коррективы в вердикт и постановил, что Киммел допустил ошибки и не сумел организовать эффективного воздушного патрулирования к северу и северо-западу от Перл-Харбора, откуда было совершено нападение, а также не проявил достаточной проницательности, необходимой для этого поста. В своё оправдание Киммел и его сторонники заявили, что ему не были предоставлены данные разведки, а также достаточного количества разведывательных самолётов, и что Киммел был сделан козлом отпущения за ошибки, совершённые вышестоящим командованием. Некоторые сторонники Киммела предположили даже, что президент Рузвельт знал о предстоящей японской атаке, однако скрыл от Киммелла данные разведки, чтобы дать возможность японцам нанести первый удар и настроить общественное мнение в пользу войны с Японией.
Критики Киммела возражали, что он имел достаточно сведений, чтобы понимать: американо-японские отношения в начале декабря 1941 года находились на грани разрыва, однако не предпринял необходимых предосторожностей. Как и власти в Вашингтоне, Киммел был предупреждён, что война неизбежна, но счёл, что она разразится на Дальнем Востоке и что нападение на Пёрл-Харбор возможно, но маловероятно. Вместо того чтобы сосредоточить свои усилия на предотвращении внезапного нападения, Киммел уделял внимание действиям флота в ситуации, когда война уже началась. Таким образом, Киммел должен был нести значительную долю ответственности за происшедшее.

## Последующие годы
После отставки Киммел до 1947 года работал в технической консультативной фирме в Нью-Йорке.  Умер в Гротоне, штат Коннектикут, 14 мая 1968 года.